# Amusquillo
Amusquillo è un comune spagnolo di 163 abitanti situato nella comunità autonoma di Castiglia e León.